# Aeroportul Aguas Claras
Aeroportul Aguas Claras (IATA: OCV, ICAO: SKOC) este un aeroport din Ocaña⁠(d), Norte de Santander⁠(d), Columbia ce deservește zona Ocaña⁠(d). Aeroportul a fost tranzitat în 2021 de 230 de pasageri.
Situat la o altitudine de 1.169 m, aeroportul dispune de o singură pistă. Este operat de Aeronaútica Civil de Colombia⁠(d).